# Alipi Kostadinov
Alipi Kostadinov (* 6. April 1955 in Petrovice u Sušice) ist ein ehemaliger tschechoslowakischer Radrennfahrer und nationaler Meister im Radsport.

## Sportliche Laufbahn
Er war Teilnehmer der Olympischen Sommerspiele 1980 in Moskau. Im Mannschaftszeitfahren gewann er gemeinsam mit Vlastibor Konečný, Jiří Škoda und Michal Klasa die Bronzemedaille.
1976 trat er mit einem Etappensieg in der Österreich-Rundfahrt international hervor. Das Etappenrennen beendete er auf dem 34. Platz. 1977 wurde er Italien Dritter im Gran Premio della Liberazione hinter dem Sieger Bob Downs. Im Einzelrennen der UCI-Straßen-Weltmeisterschaften 1977 wurde er 49., 1982 startete er erneut und wurde 113.
Bei den UCI-Straßen-Weltmeisterschaften 1981 gewann er mit Milan Jurčo, Michal Klasa und Jiří Škoda die Bronzemedaille im Mannschaftszeitfahren. In der Tour of Scotland wurde er Dritter, sein Team belegte mit Milan Jurčo und Jiří Škoda alle Podiumsplätze. 1982 siegte er auf einer Etappe der Lidice-Tour.